# 战树毅
战树毅（1954年—），山东莱州人，汉族，中华人民共和国政治人物、第十一届全国人民代表大会山东地区代表。
毕业于山东农学院农学系农学专业，是中共党员。担任山东省农业厅厅长。2008年起担任全国人大代表。